# Тароле
Тароле е музикален перкусионен инструмент от групата на мембранофонните инструменти. Има френски произход.
Характерното за този музикален инструмент е, че има най-плиткият корпус от всички мембранофонни инструменти, а също така има много висока звучност. Състои се от метален корпус, две кожи – ударна и резонантна, винтове за настройване, метални обръчи и резониращи корди.
Таролето има неопределена височина на тона. По своя вид то напомня на малкия барабан или на много голямо дайре без зилове. В много редки случаи е обозначаван в партитурите на композиторите като пиколо-барабан. Инструментът е създаден през 1861 година от Грегуар Нантски в Нант, Западна Франция.
Едно от най-популярните класически произведения, където се използва тароле, е „Йонизация“ на Едгар Варез.